# Ernstalbrecht Stiebler
Ernstalbrecht Stiebler (Berlín, Alemania nazi, 29 de marzo de 1934 - 7 de junio de 2024) fue un compositor alemán de obras principalmente de música de cámara, coral, piano y órgano en estilo minimalista o reduccionista. Su trabajo tiene "tres preocupaciones principales: sonoridad, ritmo y duración" que llevan "a un cuerpo de trabajo grande y variado".

## Biografía
Stiebler nació en Berlín el 29 de marzo de 1934. Estudió composición con Ernst Klussmann y piano en la Musikhochschule Hamburg, pero tuvo lecciones más importantes en Darmstadt entre 1958 y 1961, donde estudió con Karlheinz Stockhausen en 1959 y donde encontró por primera vez la música de LaMonte Young. De Young adoptó sonidos sostenidos y formas que se desarrollan gradualmente, desarrollando un estilo basado en estructuras minimalistas y repeticiones. Sus otras influencias principales son indicadas por la música de otros compositores que promovió mientras fue productor musical en la emisora Hessischer Rundfunk, donde permaneció durante 25 años: Morton Feldman, John Cage, Alvin Lucier, Giacinto Scelsi, Earle Brown y Christian Wolff.
La forma de minimalismo de Stiebler proviene más del arte visual que de la música minimalista convencional. Famosamente dijo: “La música es demasiado importante como para cargarla con emociones.” Su música abarca desde música instrumental solista hasta conjuntos de cámara (como Trio 89 para violonchelo, piano y percusión, y Three in One (1992) para flauta baja y cinta), piezas corales, y también obras orquestales a gran escala como Unisono Diviso ('Unísono dividido', 1999) y Zwischen Den Tönen ('Cámara lenta', 2003).
Falleció en Berlín, el 7 de junio de 2024, a los 90 años.